# Анастасија
Анастасија (од грчког ) је женско име грчког порекла. Потиче од грчке речи , у значењу „васкрснуће”.
У земљама хришћанске традиције се давало детету које је рођено уочи или око ускрса. Мушки облик је Анастасије и оба имена су календарска.

## Изведена имена
Од ових имена изведена су имена Анастас, Асја, Наста, Настас, Настасија, Настасије, Насто, Наца, Стасо и Стаса.

## Популарност
У Србији је ово име у периоду од 2003. до 2005. било на шеснаестом месту по популарности, а у Белорусији чак на другом, 2005. године. У јужној Аустралији је 2003. било на 679. месту, али већ наредне године на 2.113. У Словенији је 2007. било на 352. месту.